# 水口山镇 (常宁市)
水口山街道，是中华人民共和国湖南省衡陽市常宁市下辖的一个乡镇级行政单位。2015年11月9日，松柏镇、水口山街道成建制合并设立水口山镇。

## 行政区划
水口山街道下辖以下地区：
沿江社区、开源社区、松柏社区、三园社区、文明社区、小洲社区、常青社区、松阳社区、大桥社区、兴源社区、航运社区、三香村、松阳村、新华村、青年村、蔬菜村和松柏村。